# 荻野清子
荻野 清子（おぎの きよこ）は、日本の作曲家、編曲家、ピアニスト。
東京芸術大学音楽学部作曲科卒業。フェイス音楽出版所属。音楽ユニット「管鍵"樂団!?」（かんげんがくだん）メンバー。
ミュージカルやコンサートにピアニストとしても参加している。

## 略歴・人物
神奈川県藤沢市に生まれ、父の転勤に伴う転居により北九州市、高松市を経て、横浜市にて育つ。
両親の影響で幼いころより映画音楽に親しみ、楽器店の店頭でエレクトーンと出会って4歳よりヤマハ音楽教室の幼児科に通い始める。作曲のレッスンを通じて小学3年生ころには作曲も始め、ジュニアオリジナルコンサート（JOC）にも出演。JOC特別講師の影響もあって作曲の道を志し、東京芸術大学音楽学部附属音楽高等学校へ進学後に本格的にピアノを始める。東京藝術大学音楽学部作曲科を卒業後、作曲家として舞台、映像作品などの音楽を中心に活動、またピアニストとしてミュージカルやコンサートに参加する。
NHK教育の道徳番組『さわやか3組』（1989年 - 1991年）の劇伴で作曲家としての活動を開始し、ヤマハからの依頼によりソウルオリンピックのアーティスティックスイミングの音楽を担当した。
2005年には髙桑英世（フルート）、庄司智史（オーボエ）、山根公男（クラリネット）と演奏家4名で管楽器と鍵盤楽器のみの音楽ユニット「管鍵"樂団!?」（かんげんがくだん）を結成し、演奏活動を行う。
2009年には専門誌『ミュージカル』（ミュージカル出版社）が選出する「ミュージカル・ベストテン」にて特別賞を受賞。
世界に通用するようなオリジナルのミュージカルを作り、ブロードウェイをはじめ世界各地で公演するのが夢だと語る。

## 作品

### テレビドラマ
- さわやか3組（1989年 - 1991年）
- 辞めてたまるか!（1997年3月3日）
- ザ・美容室（2000年）
- 男装の麗人〜川島芳子の生涯〜（2008年12月6日）
- ナサケの女〜国税局査察官〜（2010年）
- short cut（2011年） ※エンディングテーマ
- 松本清張没後20年・ドラマスペシャル 熱い空気（2012年12月22日）
- 連続テレビ小説 純と愛（2012年-2013年）
  - 同スピンオフドラマ 純と愛スペシャル 富士子のかれいな一日（2013年）
- 若者たち2014（2014年）
- 神の舌を持つ男（2016年）
- 北九州発地域ドラマ「GO!GO!フィルムタウン」（2017年）
- 風雲児たち〜蘭学革命（れぼりゅうし）篇〜（2018年）[9]
- 神奈川発地域ドラマ R134/湘南の約束（2018年）
- 小吉の女房（2019年）
  - 小吉の女房2（2021年）

### 映画
- 奇跡の山 さよなら、名犬平治（1992年）
- 妖獣都市 〜香港魔界篇〜（1992年、日本公開版のみ）
- 雨の轍（1993年）
- ヤマトタケル（1994年）
- 南の島に雪が降る（1995年）
- KISS ME（1996年）
- 不機嫌な果実（1997年） ※編曲
- 待合室（2006年）
- 三谷幸喜監督作品
  - ザ・マジックアワー（2008年、第32回日本アカデミー賞優秀音楽賞）
  - ステキな金縛り（2011年、第35回日本アカデミー賞優秀音楽賞）
  - 清須会議（2013年、第37回日本アカデミー賞優秀音楽賞）[10]
  - ギャラクシー街道（2015年）
  - 記憶にございません!（2019年）
  - スオミの話をしよう（2024年）

- RANMARU 神の舌を持つ男（2016年）

### 舞台
- エノケソ一代記
- 子供の事情
- ショーガール
- 日本の歴史
- 愛と哀しみのシャーロックホームズ
- ミュージカル「ゆびさきと恋々」
- ミュージカル「夜の女たち」[11]
- ミュージカル「コレット」[12]

### CM
- 日本ハム シャウエッセン
- 積水ハイム
- NTTdocomo
- 日本生命

## 受賞歴
- 2009年 ミュージカルベスト10 特別賞
- 第32回日本アカデミー賞 優秀音楽賞（『ザ・マジックアワー』）[13]
- 第35回日本アカデミー賞 優秀音楽賞（『ステキな金縛り』）[14]
- 第37回日本アカデミー賞 優秀音楽賞（『清須会議』）